# Jevhen Čeberko
Jevhen Ihorovyč Čeberko (in ucraino Євген Ігорович Чеберко?; 23 gennaio 1998) è un calciatore ucraino, difensore del Columbus Crew.

## Caratteristiche tecniche
È un difensore centrale .

## Carriera

### Club
Dnipro
Cresciuto nelle giovanili del Dnipro, ha esordito in prima squadra il 24 luglio 2016 in occasione del match di campionato vinto 5-0 contro il Volyn'.
Zorja
Nel mercato estivo del 2017 viene acquistato dallo Zorja. Dopo 3 stagioni con 61 presenze, 1 goal e 2 assist in tutte le competizioni, saluta il club ucraino.
Lask
Il 27 luglio 2020 viene acquistato dal Lask. Dopo soli 6 mesi con appena 5 apparizioni, viene mandato in prestito.
Osijek
Il 5 febbraio 2021 passa in prestito con diritto di riscatto all'Osijek fino al termine della stagione, al seguito di prestazioni convincenti viene acquistato a titolo definitivo dal club croato. 
Columbus Crew
Il 9 giugno 2023 viene comunicato il suo trasferimento al Columbus Crew. Il 20 ottobre 2024 segna il suo primo goal nella vittoria in trasferta contro il New York Red Bulls per 2-3.

### Nazionale
Ha giocato nelle nazionali giovanili ucraine Under-17, Under-19 ed Under-21.
Nel 2020 ha giocato una partita con la nazionale maggiore ucraina.

## Statistiche

### Presenze e reti nei club
Statistiche aggiornate al 21 gennaio 2022.
| Stagione        | Squadra         | Campionato      | Campionato | Campionato | Coppe nazionali | Coppe nazionali | Coppe nazionali | Coppe continentali | Coppe continentali | Coppe continentali | Altre coppe | Altre coppe | Altre coppe | Totale | Totale | Totale |
| Stagione        | Squadra         | Comp            | Pres       | Reti       | Comp            | Pres            | Reti            | Comp               | Pres               | Reti               | Comp        | Pres        | Reti        | Pres   | Reti   |        |
| --------------- | --------------- | --------------- | ---------- | ---------- | --------------- | --------------- | --------------- | ------------------ | ------------------ | ------------------ | ----------- | ----------- | ----------- | ------ | ------ | ------ |
| 2016-2017       | Dnipro          | PL              | 14         | 2          | CU              | 1               | 0               |                    | -                  | -                  |             | -           | -           | 15     | 2      |        |
| 2017-2018       | Zorja           | PL              | 10         | 0          | CU              | 0               | 0               | UEL                | 0                  | 0                  |             | -           | -           | 10     | 0      |        |
| 2018-2019       | Zorja           | PL              | 16         | 0          | CU              | 2               | 1               | UEL                | 0                  | 0                  |             | -           | -           | 18     | 0      |        |
| 2019-2020       | Zorja           | PL              | 27         | 0          | CU              | 1               | 0               | UEL                | 5                  | 0                  |             | -           | -           | 33     | 0      |        |
| Totale Zorja    | Totale Zorja    | Totale Zorja    | 53         | 0          |                 | 3               | 1               |                    | 5                  | 0                  |             | -           | -           | 61     | 1      |        |
| 2020-gen. 2021  | LASK            | BL              | 5          | 0          | CA              | 1               | 0               | UEL                | 1                  | 0                  |             | -           | -           | 7      | 0      |        |
| gen. 2021       | Osijek          | HNL             | 13         | 0          | CC              | 0               | 0               |                    | -                  | -                  | -           | -           | -           | 13     | 0      |        |
| 2021-2022       | Osijek          | HNL             | 8          | 0          | CC              | 2               | 1               | UECL               | 3                  | 0                  | -           | -           | -           | 13     | 1      |        |
| Totale Osijek   | Totale Osijek   | Totale Osijek   | 21         | 0          |                 | 2               | 1               |                    | 3                  | 0                  |             | -           | -           | 26     | 1      |        |
| Totale carriera | Totale carriera | Totale carriera | 93         | 2          |                 | 7               | 2               |                    | 9                  | 0                  |             | -           | -           | 109    | 4      |        |

### Cronologia presenze e reti in nazionale
| Cronologia completa delle presenze e delle reti in nazionale ― Ucraina | Cronologia completa delle presenze e delle reti in nazionale ― Ucraina | Cronologia completa delle presenze e delle reti in nazionale ― Ucraina | Cronologia completa delle presenze e delle reti in nazionale ― Ucraina | Cronologia completa delle presenze e delle reti in nazionale ― Ucraina | Cronologia completa delle presenze e delle reti in nazionale ― Ucraina | Cronologia completa delle presenze e delle reti in nazionale ― Ucraina | Cronologia completa delle presenze e delle reti in nazionale ― Ucraina |
| Data                                                                   | Città                                                                  | In casa                                                                | Risultato                                                              | Ospiti                                                                 | Competizione                                                           | Reti                                                                   | Note                                                                   |
| ---------------------------------------------------------------------- | ---------------------------------------------------------------------- | ---------------------------------------------------------------------- | ---------------------------------------------------------------------- | ---------------------------------------------------------------------- | ---------------------------------------------------------------------- | ---------------------------------------------------------------------- | ---------------------------------------------------------------------- |
| 7-10-2020                                                              | Saint-Denis                                                            | Francia                                                                | 7 – 1                                                                  | Ucraina                                                                | Amichevole                                                             | -                                                                      | 46’                                                                    |
| 10-6-2025                                                              | Toronto                                                                | Nuova Zelanda                                                          | 1 – 2                                                                  | Ucraina                                                                | Amichevole                                                             | -                                                                      | 66’                                                                    |
| Totale                                                                 |                                                                        | Presenze                                                               | 2                                                                      |                                                                        | Reti                                                                   | 0                                                                      |                                                                        |

## Palmarès

### Competizioni nazionali
- Campionato MLS: 1

Columbus Crew: 2023

### Competizioni internazionali
- Leagues Cup: 1

Columbus Crew: 2024